# 110 (číslo)
Sto deset je přirozené číslo. Následuje po číslu sto devět a předchází číslu sto jedenáct. Řadová číslovka je stý desátý nebo stodesátý. Římskými číslicemi se zapisuje CX.

## Matematika
Sto deset je
- bezčtvercové celé číslo
- nepříznivé číslo
- v desítkové soustavě nešťastné číslo
- součet tří druhých mocnin po sobě následujících přirozených čísel (110 = 52 + 62 + 72)

## Chemie
- 110 je atomové číslo darmstadtia; stabilní izotop s tímto neutronovým číslem mají 3 prvky (wolfram, rhenium a osmium); a nukleonové číslo třetího nejméně běžného přírodního izotopu palladia a také čtvrtého nejběžnějšího izotopu kadmia[1]

## Sport
- Běh na 110 metrů překážek je jedna z atletických disciplín

## Roky
- 110
- 110 př. n. l.